# Mildred Fizzell
Mildred Fizzell-Walker, kanadska atletinja, * 12. junij 1915, Toronto, Kanada, † 11. november 1993, Toronto.
Nastopila je na olimpijskih igrah leta 1932, kjer je osvojila srebrno medaljo v štafeti 4x100 m.